# Tramway Condé–Granville
| Streckenführung der Tramway über den Pléville-Platz in Granville |                     |                                               |                                               |
| Streckenlänge: | 68 km               |                                               |                                               |
| Spurweite: | 1000 mm (Meterspur) |                                               |                                               |
| Streckengeschwindigkeit: | 35 km/h             |                                               |                                               |
| |                     |                                               |                                               |
| \| \| 0 \| Condé-sur-Vire \| Condé-sur-Vire \| \| \| \| Tessy-sur-Vire \| \| \| \| \| Percy \| \| \| \| \| Gavray \| \| \| \| \| Cérences \| \| \| \| \| Bréhal \| \| \| \| \| La Vanlée[1] \| \| \| \| \| Donville-les-Bains \| \| \| \| 68 \| Granville und Rangierbahnhof (Gare de Triage)[2][3][4] \| Granville und Rangierbahnhof (Gare de Triage)[2][3][4] \| \| \| \| Tramway Granville–Avranches–Sourdeval \| \| |                     |                                               |                                               |
| Kopfbahnhof Streckenanfang (Strecke außer Betrieb) | 0                   | Condé-sur-Vire                                | Condé-sur-Vire                                |
| Bahnhof (Strecke außer Betrieb) |                     | Tessy-sur-Vire                                | Tessy-sur-Vire                                |
| Bahnhof (Strecke außer Betrieb) |                     | Percy                                         | Percy                                         |
| Bahnhof (Strecke außer Betrieb) |                     | Gavray                                        | Gavray                                        |
| Bahnhof (Strecke außer Betrieb) |                     | Cérences                                      | Cérences                                      |
| Bahnhof (Strecke außer Betrieb) |                     | Bréhal                                        | Bréhal                                        |
| Brücke über Wasserlauf (Strecke außer Betrieb) |                     | La Vanlée                                     | La Vanlée                                     |
| Bahnhof (Strecke außer Betrieb) |                     | Donville-les-Bains                            | Donville-les-Bains                            |
| Kopfbahnhof Streckenanfang und quer (Strecke außer Betrieb) · Abzweig nach rechts und von rechts (Strecke außer Betrieb) | 68                  | Granville und Rangierbahnhof (Gare de Triage) | Granville und Rangierbahnhof (Gare de Triage) |
| Strecke (außer Betrieb) |                     | Tramway Granville–Avranches–Sourdeval         | Tramway Granville–Avranches–Sourdeval         |

Die Tramway Condé–Granville war eine 68 Kilometer lange Meterspurbahn von Condé-sur-Vire nach Granville  im Département Manche in der Region Normandie, die von 1908 bis 1935 betrieben wurde.

## Geschichte
Die Strecke wurde ähnlich wie die Tramway Granville–Avranches–Sourdeval und die Meterspurbahn Coutances–Lessay 1908 eröffnet und bis 1935 von der Société des Chemins de Fer de la Manche (CFM) betrieben.
Die Lokomotiven benötigten durchschnittlich 400 Liter Wasser alle 20 Kilometer, weshalb viele Wassertürme entlang der Strecke installiert wurden, an denen sie Wasser fassen konnten. Sie waren so leicht und schwach dimensioniert, dass angeblich einige Fahrgäste auf der Steigung von der Bahnhofsausfahrt Bréhal in Richtung Donville gelegentlich ausgestiegen seien, um die Lokomotive zu entlasten.
Die Strecke wurde 1935 für den Personenverkehr und 1936 für den Frachtverkehr stillgelegt.
Mitglieder der Association des Amis du Moulin du Hutrel et du Petit Patrimoine Bréhalai haben um 2013 ein 10 m langes Gleisstück ausgegraben und in der Nähe der Lagunen auf der noch erhaltenen Brücke über den Fluss La Vanlée verlegt und mit originalgetreuen Geländern abgesichert.